# ロードトレイン (遊具)

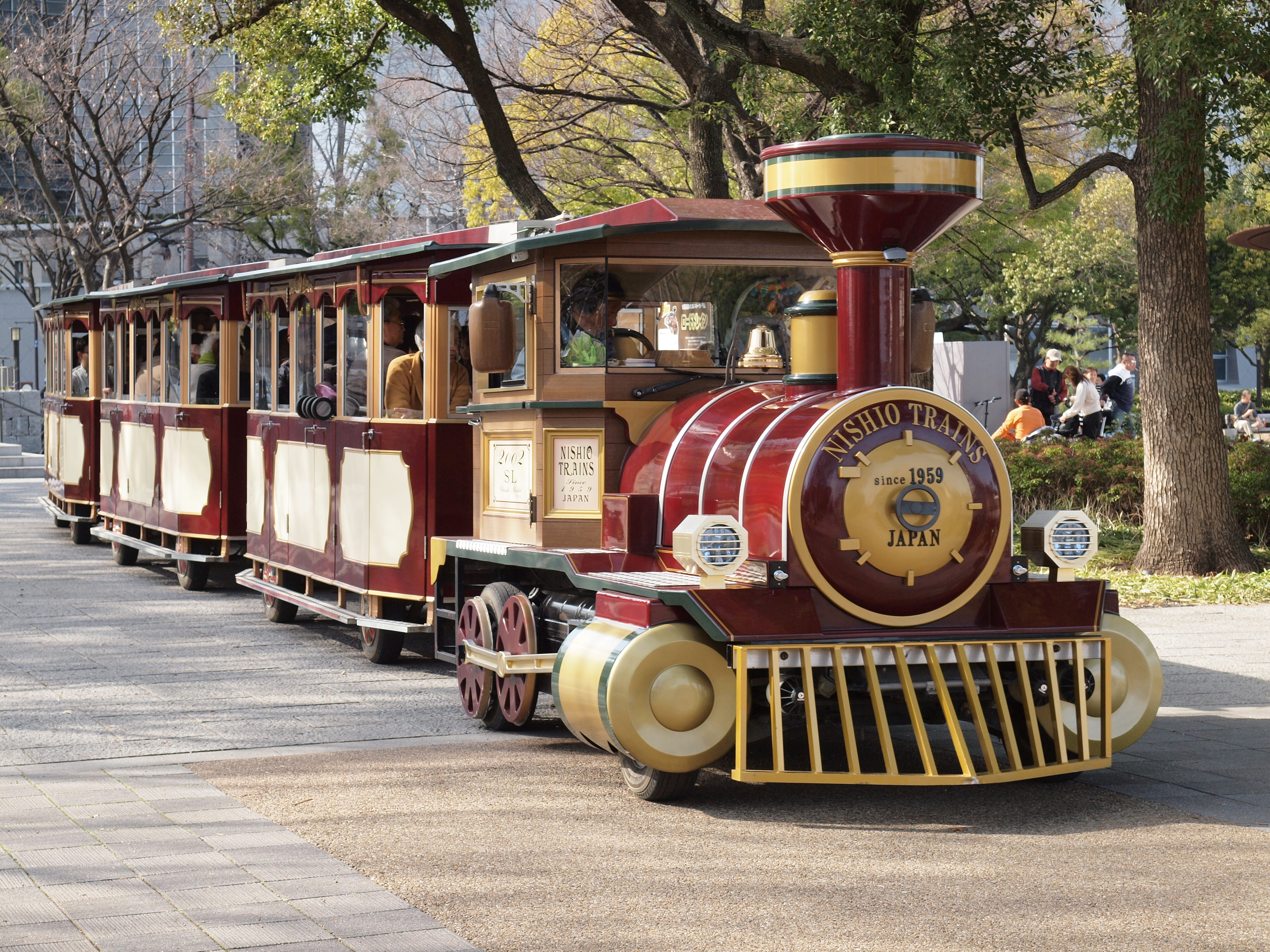
大阪城公園で見られるロードトレイン

ロードトレイン（英語: road train, land train, parking lot train、アメリカ英語: trackless train, tram）とは、遊園地やテーマパークなどで見られる鉄道車両を模した路上を走る乗り物のことで、広大な敷地内の移動・遊覧用として子供のみならず大人の乗車が可能なものもある。

## 概要
同じ乗用でもライブスチームはあくまで軌道（線路・レール）上を走行するが、ロードトレインは軌道を必要としない。また、前者は細部まで忠実に縮小再現するが、ロードトレインはデフォルメされたりフィクション作品のものや全くオリジナルなデザインのものもある。
動力はバッテリーによる電動モーターが主流だがエンジン搭載型もあり、駆動輪にはタイヤを使用[操縦はステアリング・ホイール、加速（アクセル）はペダル式やレバー式があり、制動にはフットブレーキを用いるが、アクセルレバーが減速機能を兼ねるマスター・コントローラーになっているものもある。変速機はない。先頭車両が駆動車で1名用の運転席があり、数両の客車を後尾に連結して牽引する。運転免許や資格は必要ないが、カーブ通行や旋回時に牽引車両が沿道施設や見学者と接触しないよう注意を払わねばならず技能訓練は必要となる。乗客にシートベルト着用の義務がなく、同装備は基本的には搭載していない。

## 各国におけるロードトレイン

### 日本
道路交通法が定める軽車両から除外されているが、道路運送車両法の基準に適合しない車両は公道では走行できない。但し、歩行者天国やイベントなどで道路使用許可を得て通行規制した範囲内であれば管理者・主催者の承諾により公道での運行が可能である。また、低速電動車両を利用した公共交通グリーンスローモビリティが近年導入されており、観光地での応用も為されている.